# Tela bolivari
Tela bolivari är en insektsart som beskrevs av Marius Descamps 1976. Tela bolivari ingår i släktet Tela och familjen gräshoppor. Inga underarter finns listade i Catalogue of Life.